# Црква Свете Тројице (Земун)
Црква Свете Тројице познатија као Светотројична црква је храм Српске православне цркве који се налази у Земуну. Посвећена је Светој Тројици. Њена градња је отпочела 1842. године, на темељима пређашње српске богомоље.

## Опис цркве
Налази се у Горњој вароши, првом предграђу Земуна које је засновано у последњој деценији XVIII века. Црква мањих димензија, саграђена је на месту пређашње скромне богомоље. Велику заслугу за подизање овог Православног храма имају житељи тадашње Горње вароши, који су више деценија упорно настојали да обезбеде средства и добију сагласност тадашњих аустријских власти и администрације, која је на све начине покушавала да онемогући изградњу храма. Крајем 18. и почетком 19. века популација православног становништва Горње вароши је прешла бројку од 1300 житеља и били су у стању да сами финансирају трошкове изградње и издржавања свештеника. Поред предмета неопходних за богослужења поседовали су поклоњену икону Свете Тројице којој ће посветити своје православно здање. Коначно одобрење за изградњу цркве добијено је 1817. године од аустријског цара Франца.
Црква је саграђена у барокном стилу по плановима Јозефа Фелбер и освештана 1842. године, а обновљена је 1992. године. Осликавање иконостаса поверено је земунском академском сликару Живојину Петровићу, сину ковачког мајстора Јована, који је обављао занатске послове за устаничку Србију. У храму су сачувани извесни култни предмети, међу којима су ратарски и зидарско-тесарски еснафски барјаци. У саставу цркве 1799. год. основана је Српска школа. Њену партерну зграду из 1872. године данас користи Основна школа за одрасле. Црква има најлепше уређену порту у Земуну.
Протојереј ове цркве је све до 1902. године, био Димитрије Руварац, када прелази у Сремске Карловце. Током Првог светског рата са цркве су однета звона, три нова су постављена 5. октобра 1924. Обновљена је 1938.

## Архитектура цркве
Архитектонски, црква је решена као једнобродна грађевина се две плитке певнице, засведена полуобличастим сводом ојачаним са 4 лука. Апсида је полукружна, засведена четврт-калотом ојачаном са два полулука, ослоњена на крајњи лук свода. Саграђена је у барокном стилу, са елементима класицизма. У западној фасади је узидан барокни двоспратни звоник-торањ покривен металном „капом“ и крстом на врху. Углови звоника су ојачани пиластрима и луковима око прозора.
Изнад западног портала се налазе три прозора, од којих су два слепа, накнадно осликана. У средини изнад венца се налази тимпанон, а са стране базиса торња су два упрошћена крила. Обе бочне фасаде су са по 5 прозора, од чега су по три средња у нишама. Поред тога, са сваке бочне стране испод другог прозора се налазе мањи овални прозори, који су накнадно отворени. Бифоре су уоквирене конзолама и луковима какве налазимо око прозора и звоника.
Испод средњих прозора су портали са бочних страна и по једна врата уоквирена ружичастим кречњаком, а изнад њих су испуштени венци на конзолицама. На апсиди се налазе три прозора.
Унутрашњост храма се одликује уписаним крстом са плитким певницама. Педесетих година 19. века олтар је издвојен од наоса осликаним иконостасом, док је наос парапетом подвојио леви и десни део цркве изнад ког је хор са два носећа стуба, одвајајући тако припрату од брода.

## Иконостас и фреске
Иконе на иконостасу рађене су уљем на дрвету. Резбарија је плитко резана и састоји се од врежа које образују медаљоне са лишћем. Стубови су канелирани, са коринтским капителима и јонским волутама од дрвета. Стабла стубова су обојена у бело, а капители златном бојом. Сва резбарија је позлаћена.
Фреске на зидовима храма су сликане у три наврата, први пут после изградње цркве а аутор фресака је био Живојин Петровић. Године 1933. извршено је чишћење иконостаса, рестаурација зидних слика и осликане су нове. Сликар Андреј Биценко, емигрант из Русије, у певничком простору је насликао Христа са децом и Дете Христа у храму, затим у наосу Христа са Самарјанком и композицију Прича о милосрдном Самарјанину. Поновно чишћење икона и фресака, вршено је 1991. године, и урађена је позлата иконостаса. Сликар Драган Станковић је том приликом осликао композиције Богородица и Света Тројица у нишама на западној фасади.

## Галерија
- Светотроична црква у Земуну-Главни улаз
- Светотроична црква у Земуну-Бочни улаз
- Светотроична црква у Земуну-Поглед са угла улица Светотроичне и Бранка Пешића
- Светотроична црква у Земуну-Бочни изглед цркве
- Спољашњост цркве
- Светотроична црква у Земуну-Порта цркве
- Део наоса Светотроичне цркве
- Централни део наоса са олтаром Светотројичне цркве
- Светотроична црква у Земуну-Помоћна црквена зграда у порти цркве
- Светотроична црква у Земуну- Хладњак за предах у порти цркве
- Светотроична црква у Земуну- Зграда школе
- Олтар Светотроичне цркве